# Rosa Bonheur
Rosa Bonheur (Bordeaux, 16. ožujka 1822. – Thomery, 25. svibnja 1899.) bila je francuska slikarica i kiparica.

## Životopis
Rođena Marie-Rosalie Bonheur, iz umjetničke je obitelji. Njezin otac Raymond, njezina braća Auguste i Isidore te njena sestra Juliette također su bili poznati po slikarstvu ili kiparstvu. Prvi put je izlagala na Salonu u Parizu 1841., a 1848. nagrađena je prvorazrednom medaljom. Sljedeće godine izložila je sliku koja prikazuje oranje u Nivernaisu koju je naručila francuska vlada. Prvobitno je bila namijenjena muzeju u Lyonu, ali tamo nikad nije poslana, a sada se nalazi u zbirci Muzej d'Orsay.
Na Salonu 1853. izložila je djelo koje će postati njezina najpoznatija slika. Vrlo velika slika (244,5 x 506,7 cm), na njoj je istaknuto nekoliko konja u pokretu na sajmu u Parizu. Osim što je bila umjetnički cijenjena, slika je bila i financijski uspjeh za Bonheur, jer joj je 1855. Ernest Gambart za nju platio 40.000 franaka. Kasnije 1877. godine sliku će kupiti Cornelius Vanderbilt (1843. – 1899.), jedan od unuka Corneliusa Vanderbilta, i pokloniti je Metropolitanskom muzeju umjetnosti. U Nacionalnoj galeriji postoji manja verzija ove slike.
Zbog njene popularnosti čak su dvije njezine slike prikazane na velikoj umjetničkoj izložbi koja je održana u Manchesteru 1857. godine. Kao priznanje za njezina postignuća, 1865. je odlikovana Nacionalnim redom Legije časti, a 1894. promaknuta je u čin časnika.
Godine 1859. kupila je Château de By u općini Thomery i gdje će joj biti dom do kraja života. Umrla je 1899., pokopana je na groblju Père-Lachaise u koncesiji koja je pripadala obitelji njezine dugogodišnje suputnice Nathalie Micas. Jednu od ranih biografija njezina života napisala je američka umjetnica Anna Elizabeth Klumpke.